# Thomas Bøttern
Thomas Bøttern (født 3. september 1969 i Benløse, Danmark), er dansk forfatter.
Thomas Bøttern er opvokset i den midtsjællandske Ringsted-bydel, Benløse. Debutromanen "Nat I Benløse" (2003, Branner & Korch) beskriver ungdomslivet i starten af 1990'erne i en lille soveby som Benløse. "Nat I Benløse" er en klassisk ungdomsroman der læses i folkeskolens 8. og 9. klasse.

## Eksterne links
- Thomas Bøtterns bøger bibliotek.dk (Webside ikke længere tilgængelig)